# Comitatul Huron, Michigan
Comitatul Huron, conform originalului din engleză Huron County, este unul din cele 72 de comitate din statul Michigan, Statele Unite ale Americii.
Fondat în 1859, comitatul a fost numit după Lacul Huron. Comitatul este situat în zona central-estică a statului, pe vârful peninsulei numită Degetul mare (în engleză Thumb Peninsula), fiind înconjurat de apă în trei părți, la vest (de Saginaw Bay), nord și est (de Lacul Huron). Sediul comitatului este localitatea Bad Axe, GR6.
Parte a zonei micropolitane Flint/Tri-Cities, comitatul are peste 147 de km (sau 90 de mile) de țărm, de la White Rock, la est, situat la lacul Huron, la Sebewaing, la vest, situat la Golful Saginaw. Deși agricultura este cea mai importantă ocupației în zonă, turismul sezonal din marile orașe, așa cum sunt Detroit, Flint și Saginaw, contribuie la economia locului.
Conform datelor furnizate de United States Census Bureau, în urma recensământului din anul 2000, populația fusese 36.079 de locuitori, cu o estimare de 32.236 în 2009.

## Geografie
Conform datelor furnizate de United States Census Bureau după publicarea datelor Census 2000, comitatea are o arie de totală de 5.531,07 km2 (ori 2.136,47 sqmi), dintre care 2.164,55 km2 (ori 836,52 sqmi, adică 39,15%) este uscat și restul de 3.365,42 km2 (ori 1.299,95 sqmi, adică 60,85%) este apă.

### Drumuri

#### US Highways
- M-19
- M-25
- M-53
- M-142

### Zone protejate național
- Keweenaw National Historical Park (parțial)
- Ottawa National Forest (part)

### Comitate adiacente
- Comitatul Sanilac  (sud-est)
- Comitatul Tuscola  (sud-vest)

## Orașe (cities), sate (villages) și districte/cantoane (townships)
| Orașe (Cities) - Bad Axe - Caseville - Harbor Beach | Sate (Villages) - Elkton - Kinde - Owendale - Pigeon - Port Austin - Port Hope - Sebewaing - Ubly | Localități neîncorporate (Unincorporated communities) - Bach - Bay Port - Filion - Grindstone City - Huron City - Kilmanagh | - Lewisville - Parisville - Pinnebog - Popple - Ruth - Rapson - White Rock |

Cantoane/Districte (Townships)